# 국립도서관 (노르웨이)

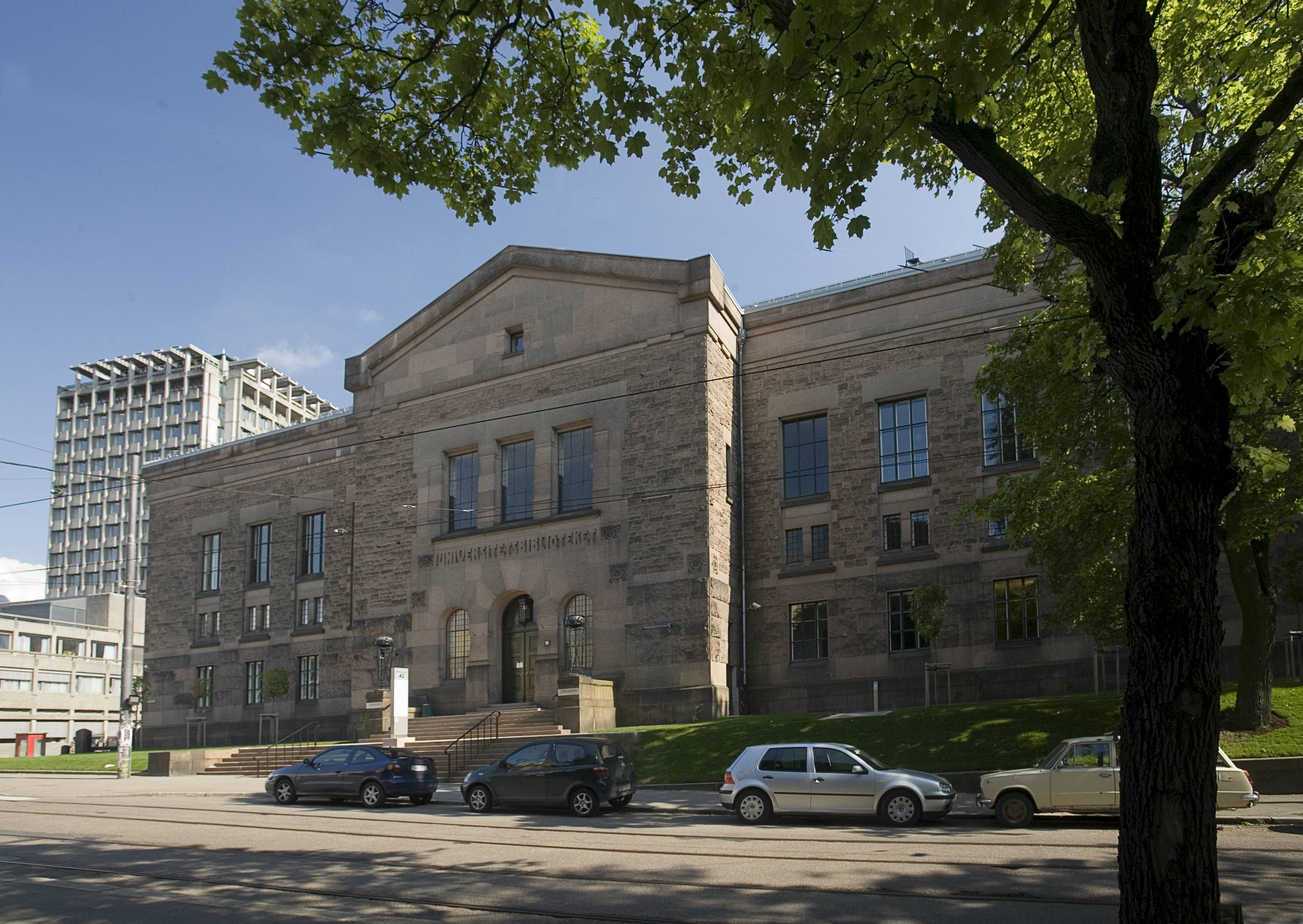
노르웨이 국립도서관

노르웨이 국립도서관(노르웨이어: Nasjonalbiblioteket)은 노르웨이 오슬로와 모이라나에 위치한 국립도서관이다.